# Nisko (Bisztynek)
Nisko (deutsch Niederhof) ist ein kleiner Ort in der polnischen Woiwodschaft Ermland-Masuren und gehört zur Gmina Bisztynek (Stadt- und Landgemeinde Bischofstein) im Powiat Bartoszyce (Kreis Bartenstein).

## Geographische Lage
Nisko liegt am Flüsschen Rhein (polnisch Ryn) in der nördlichen Mitte der Woiwodschaft Ermland-Masuren, sechs Kilometer westlich der Stadt Reszel (deutsch Rößel) und 24 Kilometer südöstlich der Kreisstadt Bartoszyce (Bartenstein).

## Geschichte
Der seinerzeit Niederhoff genannte Gutsort wurde 1848 gegründet. Im staatlichen Amtsblatt stand unter dem Datum 29. Februar 1848 zu lesen: Dem in der Feldmark Dominii Bischdorf, Kreises Rößel, neu entstandenen Vorwerke (ist) der Name „Niederhoff“ beigelegt worden.... Bis 1945 war Niederhof ein Gut in der Gemeinde Bischdorf (polnisch Sątopy-Samulewo) im Kreis Rößel in der Provinz Ostpreußen. 1885 waren hier 89, 1905 noch 53 und 1910 nur noch 39 Einwohner registriert.
Aufgrund der Bestimmungen des Versailler Vertrags stimmte die Bevölkerung in den Volksabstimmungen in Ost- und Westpreussen am 11. Juli 1920 über die weitere staatliche Zugehörigkeit zu Ostpreußen (und damit zu Deutschland) oder den Anschluss an Polen ab. In Niederhof stimmten 40 Einwohner für den Verbleib bei Ostpreußen, auf Polen entfielen keine Stimmen.
In Kriegsfolge kam Niederhof 1945 mit dem gesamten südlichen Ostpreußen zu Polen und erhielt die polnische Namensform „Nisko“. Heute ist es eine Ortschaft innerhalb der Stadt- und Landgemeinde Bisztynek (Bischofstein) im Powiat Bartoszyce (Kreis Bartenstein), bis 1998 der Woiwodschaft Olsztyn, seither der Woiwodschaft Ermland-Masuren zugehörig.

## Kirche
Bis 1945 war Niederhof in die evangelische Kirche Rößel in der Kirchenprovinz Ostpreußen der Kirche der Altpreußischen Union und außerdem in die katholische Kirche Santoppen (polnisch Sątopy) im damaligen Bistum Ermland eingepfarrt.
Der Bezug nach Sątopy ist katholischerseits für Nisko geblieben, wobei die Pfarrei heute zum Erzbistum Ermland gehört. Evangelischerseits orientieren sich die Einwohner zur Pfarrei Kętrzyn (Rastenburg) in der Diözese Masuren der Evangelisch-Augsburgischen Kirche in Polen.

## Verkehr
Nisko liegt an einer Nebenstraße, die von Sątopy-Samulewo (deutsch Bischdorf) über Kominki (Komienen) nach Samławki (Samlack) führt und dabei die Woiwodschaftsstraßen DW 593, DW 594 und DW 596 überquert bzw. erreicht. Eine Anbindung an den Schienenverkehr besteht nicht.